# Ivo Grbić
Pour les articles homonymes, voir Grbić.
Ivo Grbić, né le 18 janvier 1996 à Split en Croatie, est un footballeur international croate qui évolue au poste de gardien de but au Fatih Karagümrük, en prêt de Sheffield United.

## Biographie

### Enfance et formation au Hajduk Split
Né à Split en Croatie, Ivo Grbić est formé par le club de sa ville natale, l'Hajduk Split, qu'il rejoint à l'âge de neuf ans.
Il joue son premier match en professionnel le 18 avril 2015, à l'occasion d'une rencontre de championnat face au HNK Rijeka, lors de la saison 2014-2015. Ce jour-là son équipe s'incline par deux buts à un. Grbić n'obtient jamais sa chance avec son club formateur, où il est la doublure de Lovre Kalinić puis en concurrence avec Karlo Letica.

### Révélation au Lokomotiva Zagreb
En manque de temps de jeu à l'Hajduk Split, Ivo Grbić s'engage librement avec le Lokomotiva Zagreb en juillet 2018.

### Départ pour l'Atlético Madrid
Le 20 août 2020, Ivo Grbić s'engage avec l'Atlético de Madrid pour un contrat courant jusqu'en juin 2024. Il joue son premier match sous ses nouvelles couleurs le 16 décembre 2020 face au CD Cardassar lors du premier tour de la coupe d'Espagne 2020-2021 (victoire 0-3).

#### Prêt au LOSC
Le 19 août 2021, il est prêté une saison avec option d'achat au LOSC Lille. Il arrive en qualité de gardien no 1 pour remplacer Mike Maignan. Après des débuts mitigés il monte en puissance durant la saison, gardant sa place de titulaire dans les buts du LOSC. Lors de la 23e journée de Ligue 1, il est auteur d'erreurs décisives contre le Paris Saint-Germain (défaite 1-5). La semaine suivante, Jocelyn Gourvennec fait le choix de titulariser Léo Jardim face à Montpellier (24e journée, victoire 0-1). Le Brésilien se montre décisif lors de cette rencontre et conserve sa place dans les buts pour la fin de la saison. Au terme de celle-ci, le club nordiste annonce ne pas lever l'option d'achat adossée à son prêt.

### En sélection
Ivo Grbić ne joue qu'un seul match avec l'équipe de Croatie des moins de 17 ans, le 26 mars 2013, contre la Belgique. Il est titularisé et les deux équipes se neutralisent (1-1 score final).
Sélectionné avec l'équipe de Croatie des moins de 19 ans, Ivo Grbić joue un total de six matchs entre 2014 et 2015.
Le 23 mars 2017 Ivo Grbić fête sa première sélection avec l'équipe de Croatie espoirs, en amical face à la Slovénie. Son équipe s'impose par trois buts à zéro ce jour-là.
Il participe ensuite au championnat d'Europe espoirs 2019 organisé en Italie, où il est la doublure de Josip Posavec. Il prend part à un match durant cette compétition, le 24 juin 2019 contre l'Angleterre (3-3).
En août 2020, Ivo Grbić est retenu pour la première fois par Zlatko Dalić, le sélectionneur de l'équipe nationale de Croatie pour les matchs de septembre. Il ne joue aucun match lors de ce rassemblement, mais Grbić est à nouveau appelé par la suite, où il est toutefois la doublure de Dominik Livaković, le portier numéro un de la sélection.
Le 9 novembre 2022, il est sélectionné par Zlatko Dalić pour participer à la Coupe du monde 2022.

## Statistiques
| Saison                | Club                  | Championnat           | Championnat | Championnat | Coupe(s) nationale(s) | Coupe(s) nationale(s) | Compétition(s) continentale(s) | Compétition(s) continentale(s) | Compétition(s) continentale(s) | Croatie | Croatie | Total | Total |
| Saison                | Club                  | Division              | M.          | B.          | M.                    | B.                    | Comp.                          | M.                             | B.                             | M.      | B.      | M.    | B.    |
| 2014-2015             | HNK Hajduk Split      | D1                    | 3           | -           | 1                     | -                     | -                              | -                              | -                              | -       | -       | 4     | 0     |
| 2015-2016             | HNK Hajduk Split      | D1                    | 4           | -           | 1                     | -                     | -                              | -                              | -                              | -       | -       | 5     | 0     |
| 2016-2017             | HNK Hajduk Split      | D1                    | -           | -           | 1                     | -                     | -                              | -                              | -                              | -       | -       | 1     | 0     |
| 2017-2018             | HNK Hajduk Split      | D1                    | -           | -           | -                     | -                     | -                              | -                              | -                              | -       | -       | 0     | 0     |
| Sous-total            | Sous-total            | Sous-total            | 7           | -           | 3                     | -                     | -                              | -                              | -                              | -       | -       | 10    | 0     |
| 2018-2019             | Lokomotiva Zagreb     | D1                    | 36          | -           | -                     | -                     | -                              | -                              | -                              | -       | -       | 36    | 0     |
| 2019-2020             | Lokomotiva Zagreb     | D1                    | 35          | -           | 3                     | -                     | -                              | -                              | -                              | -       | -       | 38    | 0     |
| Sous-total            | Sous-total            | Sous-total            | 71          | -           | 3                     | -                     | -                              | -                              | -                              | -       | -       | 74    | 0     |
| 2020-2021             | Atlético de Madrid    | D1                    | -           | -           | 1                     | 0                     | -                              | -                              | -                              | -       | -       | 1     | 0     |
| 2022-2023             | Atlético de Madrid    | D1                    | 11          | 0           | -                     | -                     | C1                             | 1                              | 0                              | -       | -       | 12    | 0     |
| Sous-total            | Sous-total            | Sous-total            | 11          | 0           | 1                     | 0                     | -                              | 1                              | 0                              | 0       | 0       | 13    | 0     |
| 2021-2022             | LOSC Lille (prêt)     | D1                    | 21          | 0           | 2                     | 0                     | C1                             | 6                              | 0                              | 2       | -       | 31    | 0     |
| Sous-total            | Sous-total            | Sous-total            | 21          | 0           | 3                     | 0                     | -                              | 0                              | 0                              | 0       | 0       | 24    | 0     |
| 2023-2024             | Sheffield United      | Premier League        | 1           | 0           | -                     | -                     | -                              | -                              | -                              | -       | -       | 1     | 0     |
| Total sur la carrière | Total sur la carrière | Total sur la carrière | 111         | 0           | 9                     | 0                     | -                              | 7                              | 0                              | 2       | 0       | 129   | 0     |

## Palmarès
- Coupe de Croatie
  - Finaliste : 2018 (Hajduk Split) et 2019 (Lokomotiva Zagreb)

- Championnat d'Espagne (1)
  - Champion : 2021 (Atlético)